# عبدالحسین سرداری
عبدالحسین سرداری (۱۲۹۳–۱۳۶۰) دیپلمات دولت ایران در پاریس در خلال سال‌های جنگ جهانی دوم بود. او پسر سلیمان خان ادیب‌السلطنه (نوهٔ محمدحسن خان سردار ایروانی) و برادر سرپاس یحیی رادسر (امیر سرداری، رئیس شهربانی کل کشور) و افسرالملوک سرداری (مادر امیرعباس و فریدون هویدا) بود. از طرف مادری نوهٔ ملک‌نسا خانم عزت‌الدوله (خواهر ناصرالدین شاه) از صلب یحیی خان مشیرالدوله بود. سرداری از ۱۰ مهر ۱۳۲۴ تا ۱۳۲۷ وزیرمختار ایران در بلژیک بود.
او که در آن زمان مسئول امور کنسولگری ایران در پاریس بود، توانست با استناد به توافق‌نامهٔ حقوق شهروندی که بین دولت شاهنشاهی ایران و آلمان نازی منعقد شده بود، جان عده قابل توجهی از یهودیان ایرانی را نجات دهد. علاوه بر این او توانست جان بسیاری از یهودیان غیر ایرانی مقیم فرانسه و سایر نقاط تحت اشغال آلمان نازی را نیز با صدور گذرنامهٔ ایرانی برای آن‌ها نجات دهد. داستانی که سرداری در قالب مجموعه‌ای از نامه و گزارش برای نازی‌ها روایت می‌کرد، این بود که در سال ۵۳۸ قبل از میلاد مسیح، کوروش، امپراتور ایران، یهودی‌های تبعیدی در بابل را آزاد کرد و آنها به سرزمین خود بازگشتند اما با این حال تعداد کمی از ایرانیان به آموزه‌های حضرت موسی علاقمند شدند و به دین یهود گرویدند و این یهودیان یا پیروان ایرانی موسی، عضو نژاد یهود نبوده و با یهودیان اروپا نسبتی ندارند. وقتی که بریتانیا و روسیه در سپتامبر ۱۹۴۱ به ایران حمله کردند، اقدام‌های بشردوستانه سرداری از این هم پرخطرتر شد. ایران با متفقین توافقنامه امضا کرد و تهران به سرداری دستور داد که به سرعت به ایران بازگردد. سرداری با وجود اینکه امنیت و جایگاه دیپلماتیک خود را از دست داده بود، موفق شد که در فرانسه بماند و همچنان به یهودیان ایرانی و غیر‌ایرانی کمک کند. او این کار را با هزینه شخصی خودش می‌کرد؛ با پولی که به او به ارث رسیده بود. اولین گام او برای کمک به یهودیان ایرانی در فرانسه، صدور گذرنامه‌های جدید بود که مذهب آنها را نشان نمی‌داد. او به حدود ۲۰۰۰ یهودی کمک کرد تا پاسپورت بگیرند. اقدامات عبدالحسین سرداری بعدها به تأیید و تشویق دولت ایران نیز رسید. او همچنین توسط موسسات یهودی متعددی مورد قدردانی قرار گرفته‌است. با توجه به شباهت اقدامات عبدالحسین سرداری با اسکار شیندلر در نجات جان یهودیان به او لقب «شیندلر ایران» داده‌اند. معمای سرداری (Sardari's Enigma) نام فیلم مستندی است به کارگردانی مهدیه زردینی که با اتکا به اسناد و انجام مصاحبه با نجات‌یافتگان به ابعاد زندگی شخصی و سیاسی این شخصیت پرداخته‌است.